# ヴィラール (ドルドーニュ県)
ヴィラール （Villars、オック語:Vilars）は、フランス、ヌーヴェル＝アキテーヌ地域圏、ドルドーニュ県のコミューン。

## 地理

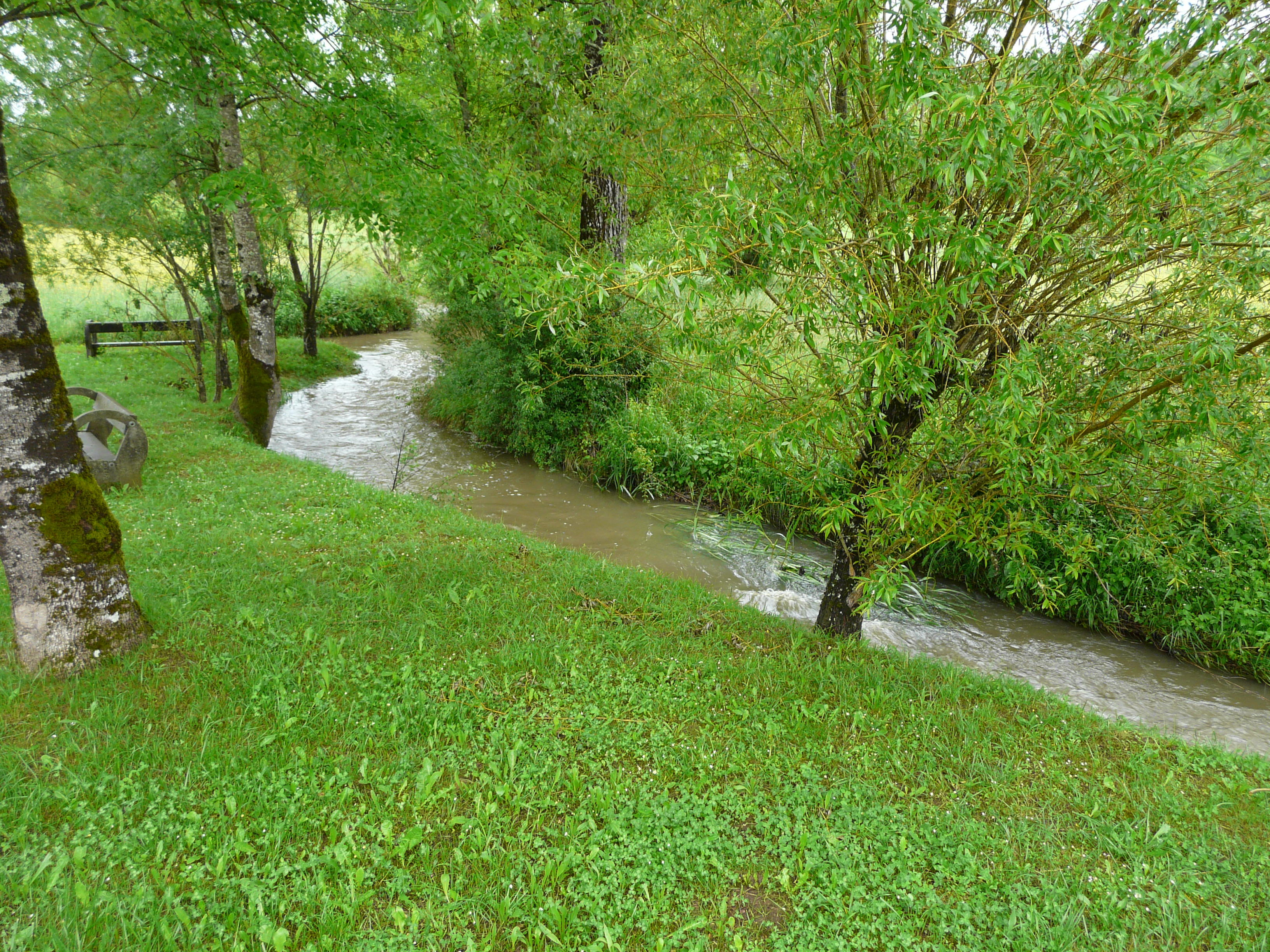
トランクー川

ペリゴール＝リムーザン地域圏自然公園から約6km、ブラントームの北東約10km、ティヴィエの西13kmにあるヴィラールの村は、トランクー川渓谷右岸に位置している。県道3号線、68号線、82号線、82号線E1が交差する地点である。村は、フランスのサンティアゴ・デ・コンポステーラの巡礼路を構成するリムーザンの道（fr）途上にある。

## 由来
コミューンの名は、『集落』や『村』を意味するオック語のvilarからとられ、ここでは複数形となっている。

## 歴史
クリュゾー洞窟は、先史時代にコミューンの地に人の定住があったことを裏付ける証人である。青銅器時代にさかのぼる、珍しく注目に値する青銅製の斧が、1896年にバルビニー地区で発見された。
11世紀、ノートル・ダム・ド・ボショー修道院が建設された。
最初に書かれた地名への言及は、1192年のVilarsという記載である。Lが1つ増えて記載された（Villard）のは1760年、そしてVillardsと記載された1801年である。
13世紀、ヴィラールはシャンパニャックに本拠地をおくコンダ大司祭区に付属する27の教区の1つだった。

## 人口統計
2017年時点のコミューンの人口は463人で、2012年当時の人口より1.7%減少した
| 1962年 | 1968年 | 1975年 | 1982年 | 1990年 | 1999年 | 2008年 | 2013年 | 2017年 |
| ------ | ------ | ------ | ------ | ------ | ------ | ------ | ------ | ------ |
| 802    | 735    | 647    | 586    | 568    | 526    | 479    | 476    | 463    |

参照元:1962年から1999年までは複数コミューンに住所登録をする者の重複分を除いたもの。それ以降は当該コミューンの人口統計によるもの。1999年までEHESS/Cassini、2006年以降INSEE

## 史跡
- 小城館 - 19世紀半ばの建設。現在はシャンブル・ドットとして使われている。
- ピュイギエム城館 - 16世紀。歴史的記念物[10]。城館の建設は、ダクス司教ジャンまたはガストン・モンド・ド・ラ・マルトニーに起因する。1939年、廃墟となっていた城館を国が所有することになった。ルネサンス様式であり、特筆すべきは出し狭間、封建時代の塔、記念物にふさわしい煙突群で、1つにはヘーラクレースの12の偉業のうち6つを表した彫刻が施されている。城館にはヒツジ小屋とハト小屋が含まれる[11]。
- バルビニーの貴族の隠れ家とハト小屋 - 17世紀から19世紀、国王親衛隊に所属したプレヴォスト家が所有。
- 洞窟 - 別名、クリュゾー洞窟。歴史的記念物[12]。私有。
- ノートル・ダム・ド・ボショー旧修道院 - 12世紀。シトー会派。歴史的記念物[13]
- 要塞機能を備えたサン・マルシアル教会 - 12世紀、16世紀、19世紀。歴史的記念物[14]
- 墓地の礼拝堂

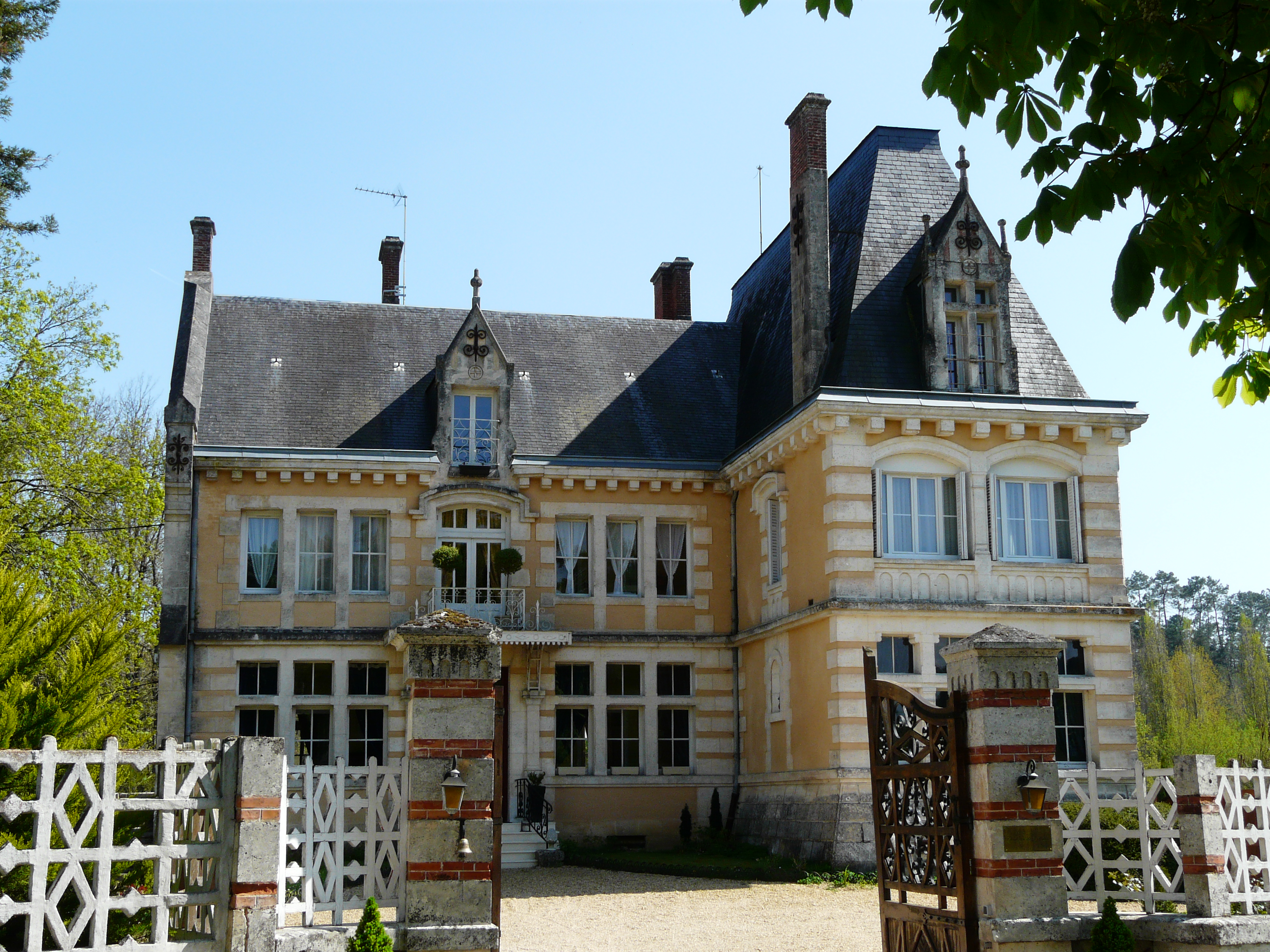
小城館
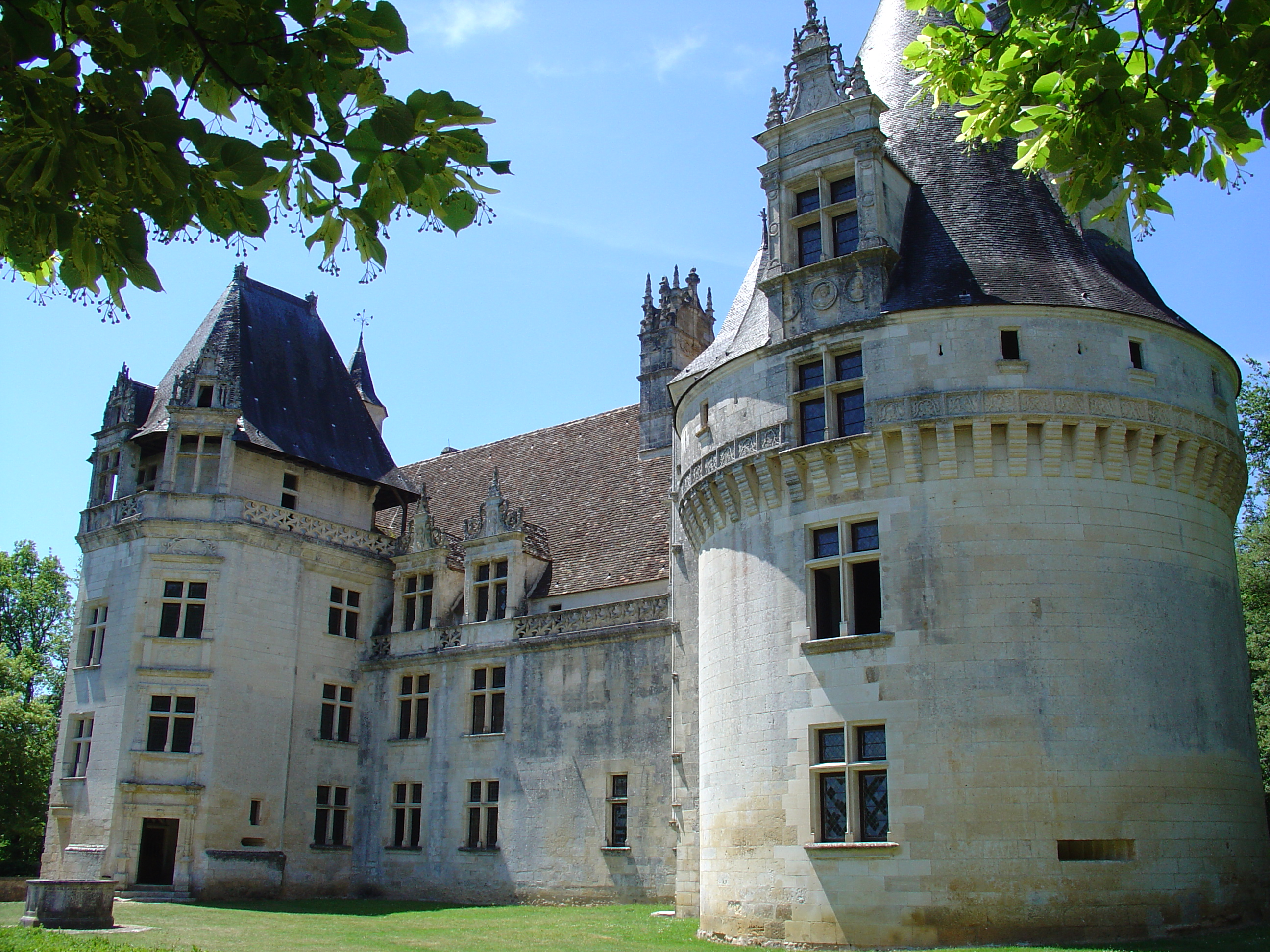
ピュイギエム城館
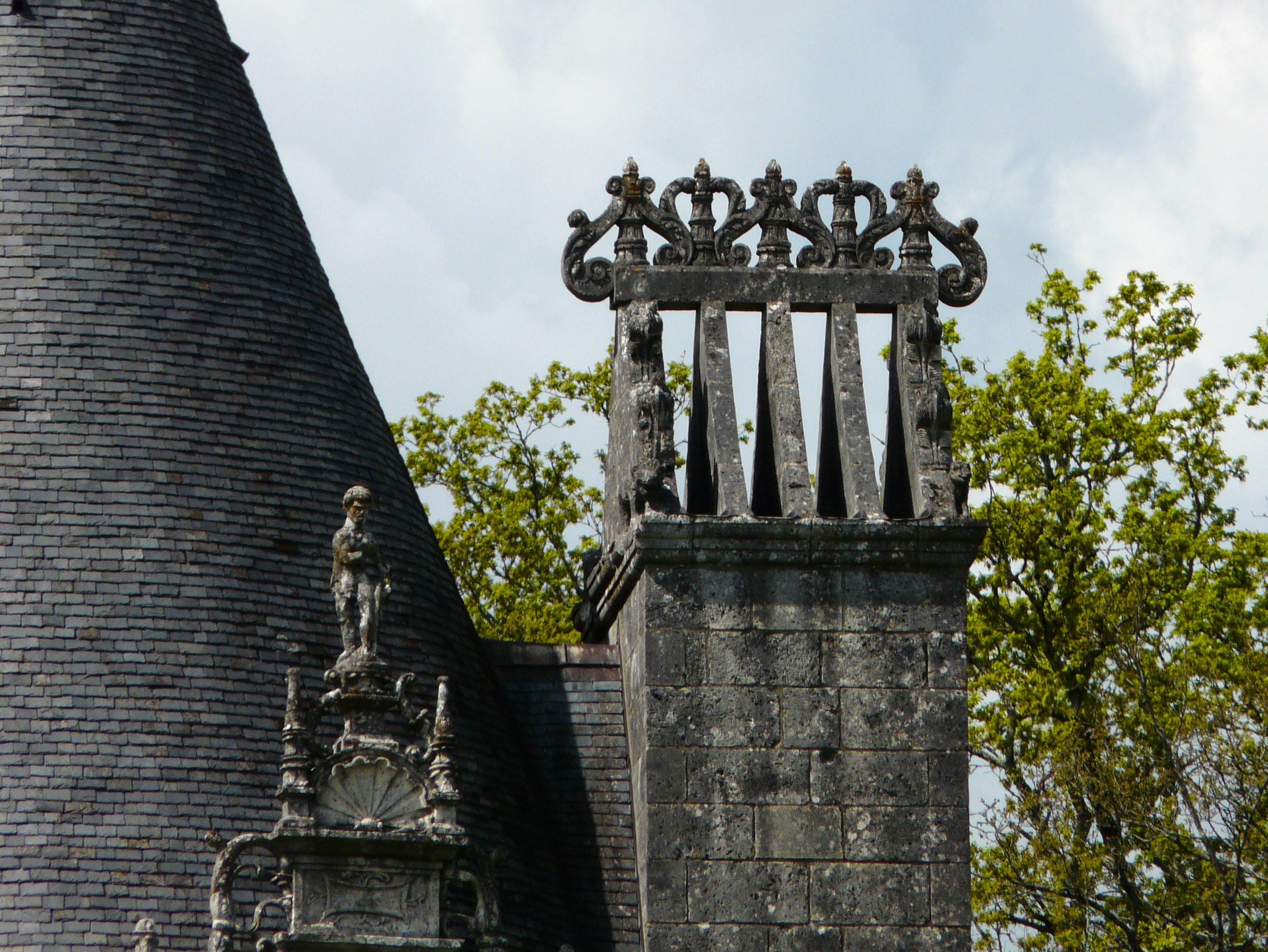
ピュイギエム城館の装飾された煙突
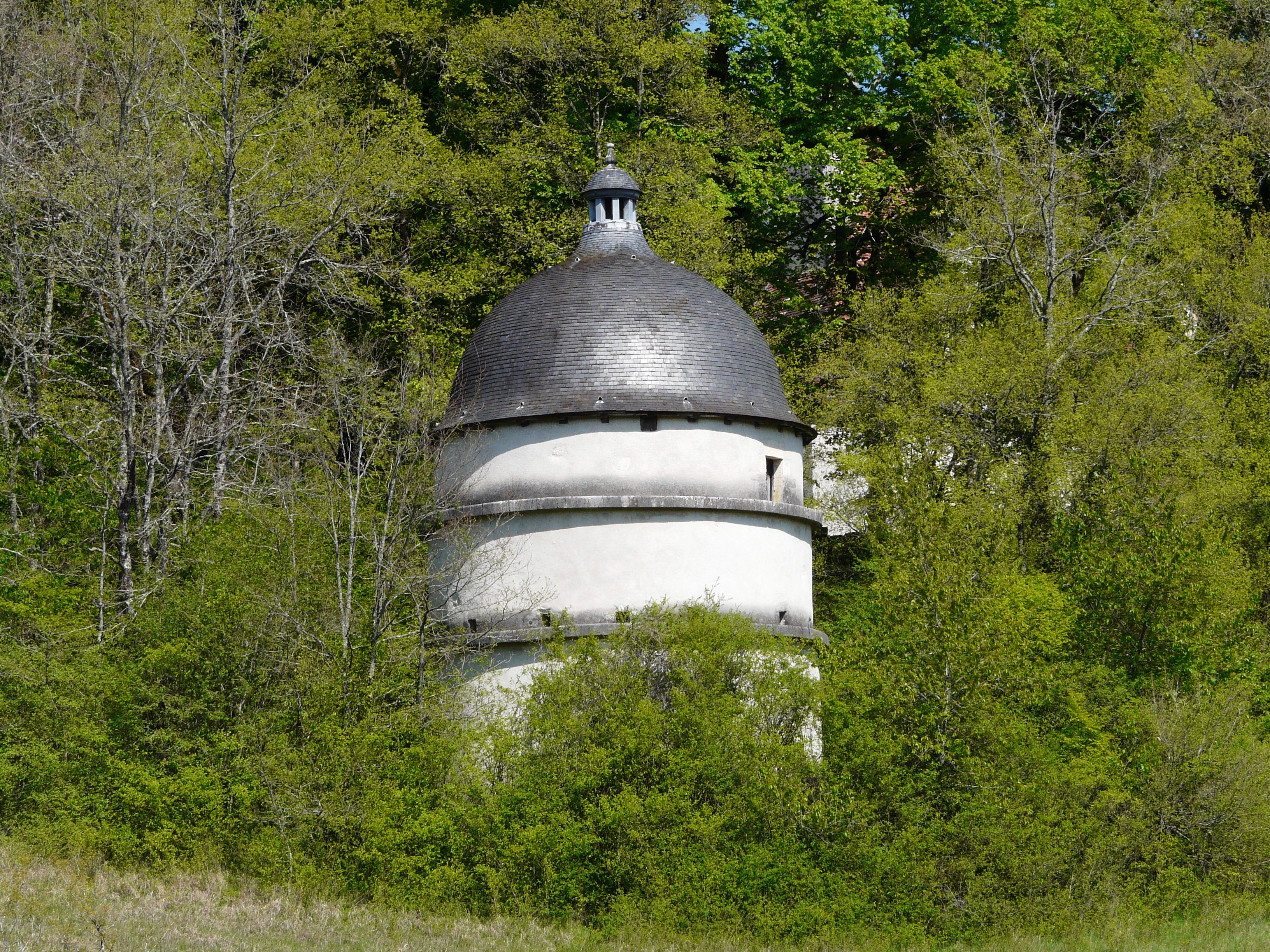
ピュイギエム城館のハト小屋
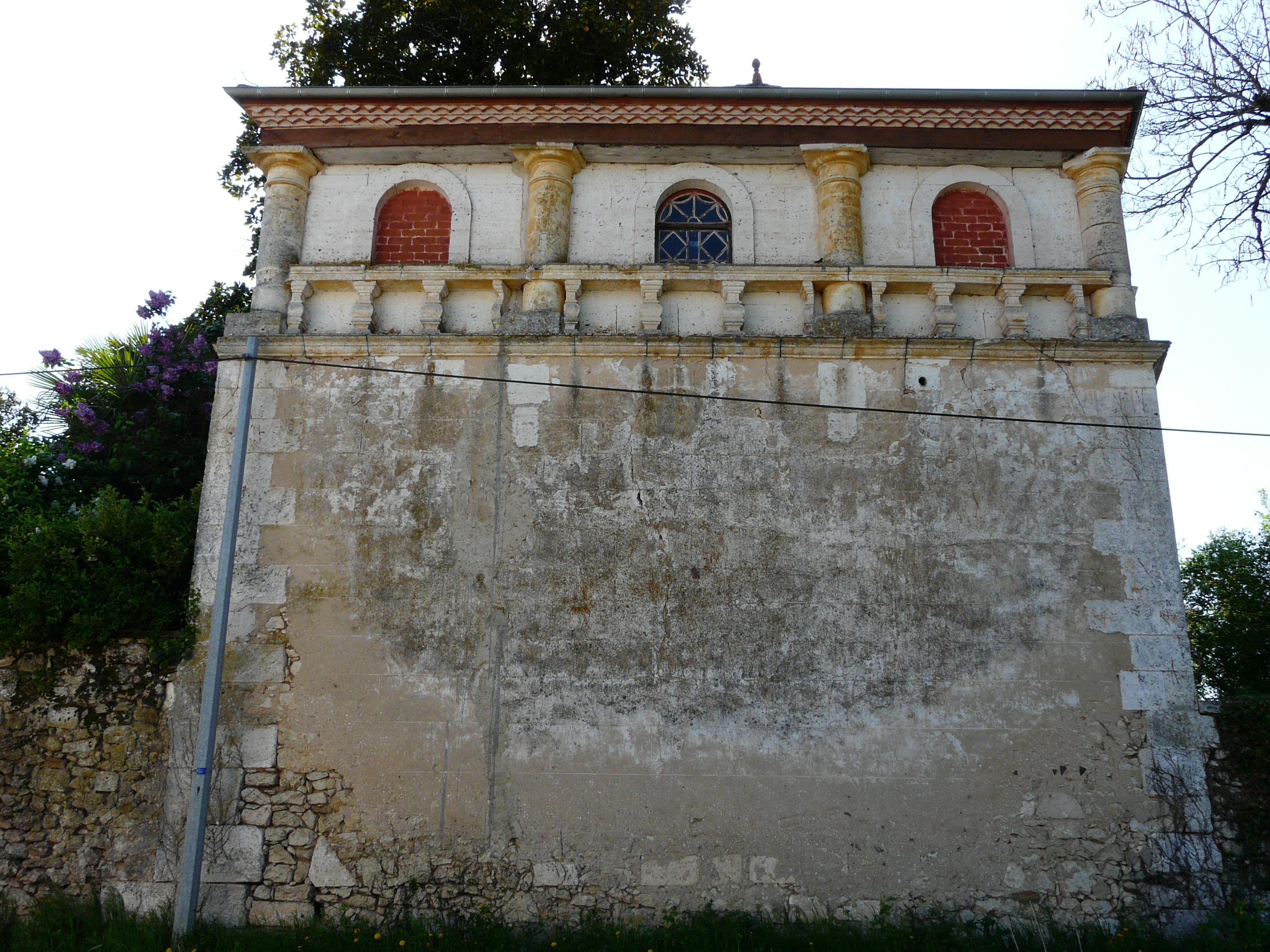
バルビニーの隠れ家
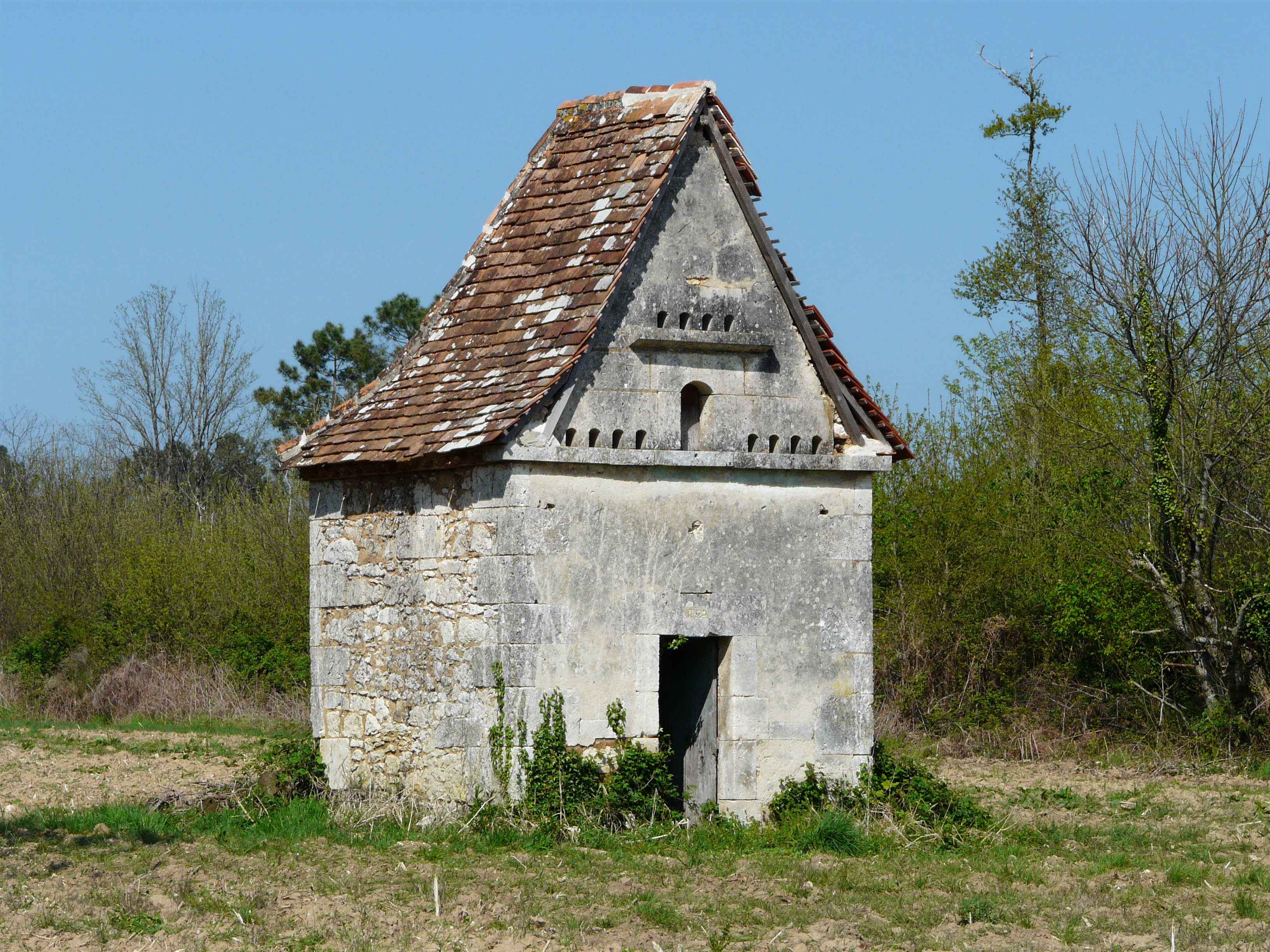
バルビニー地区のハト小屋
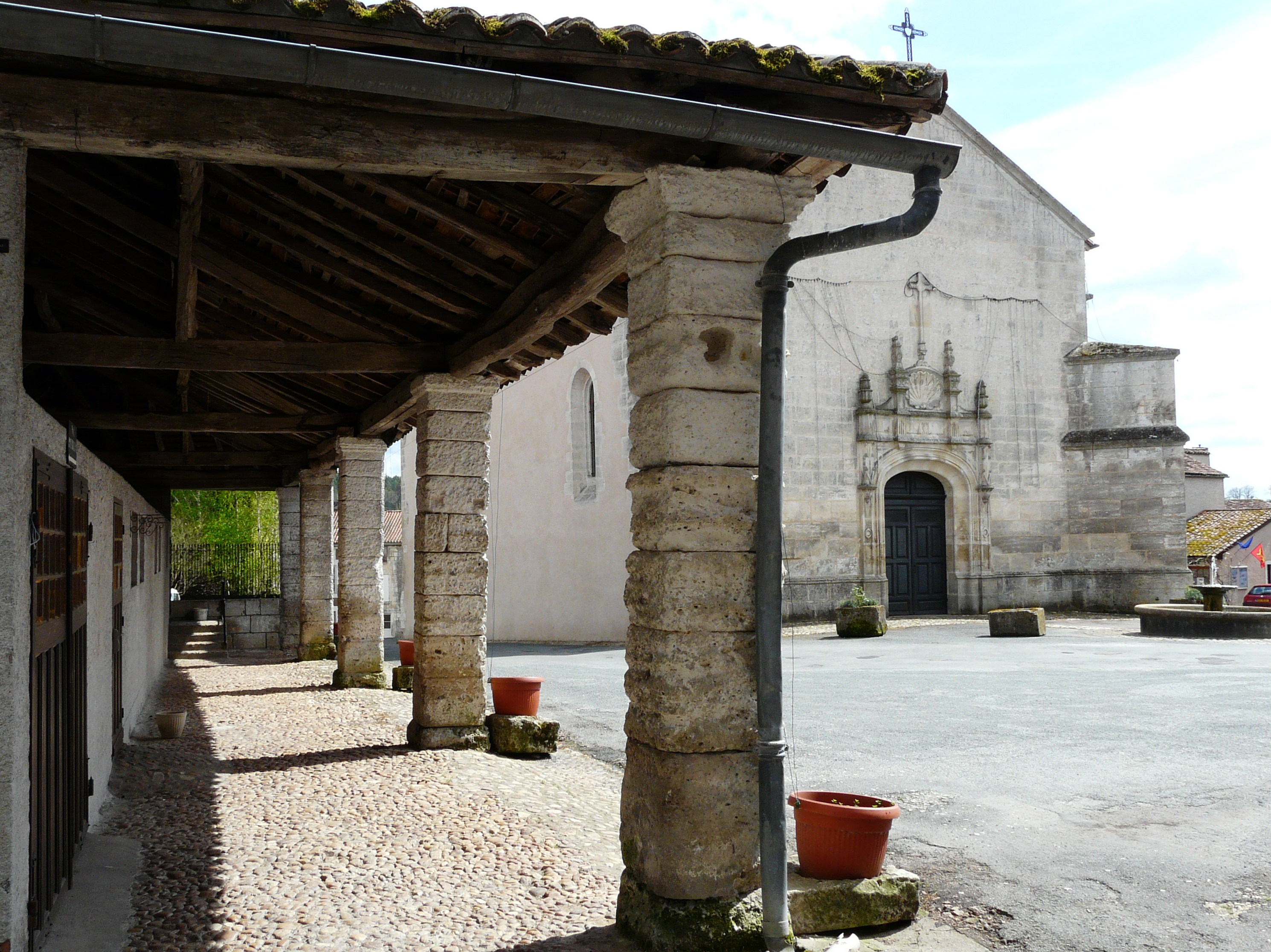
教会前の古い卸売市場

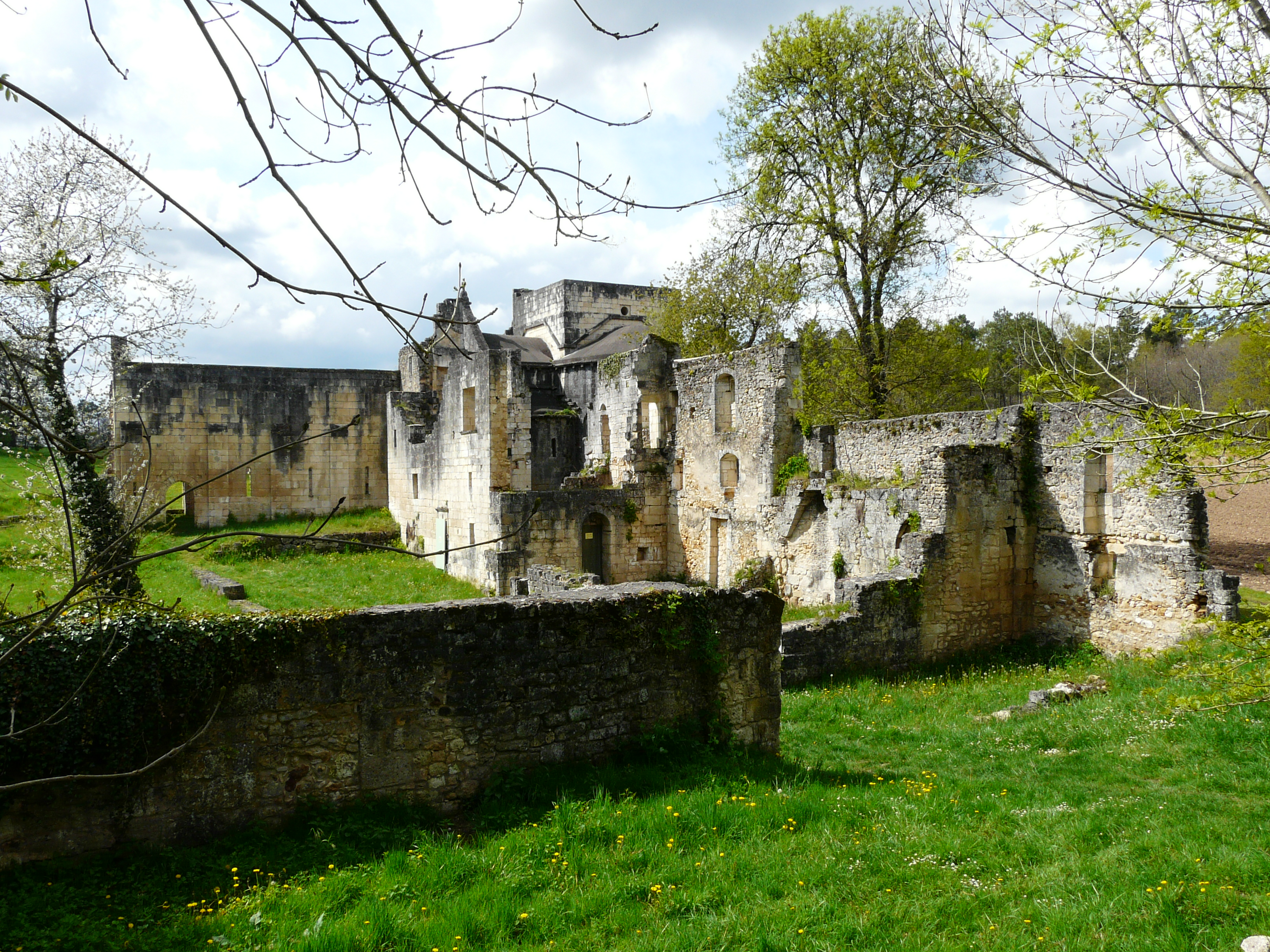
ボショー修道院の跡
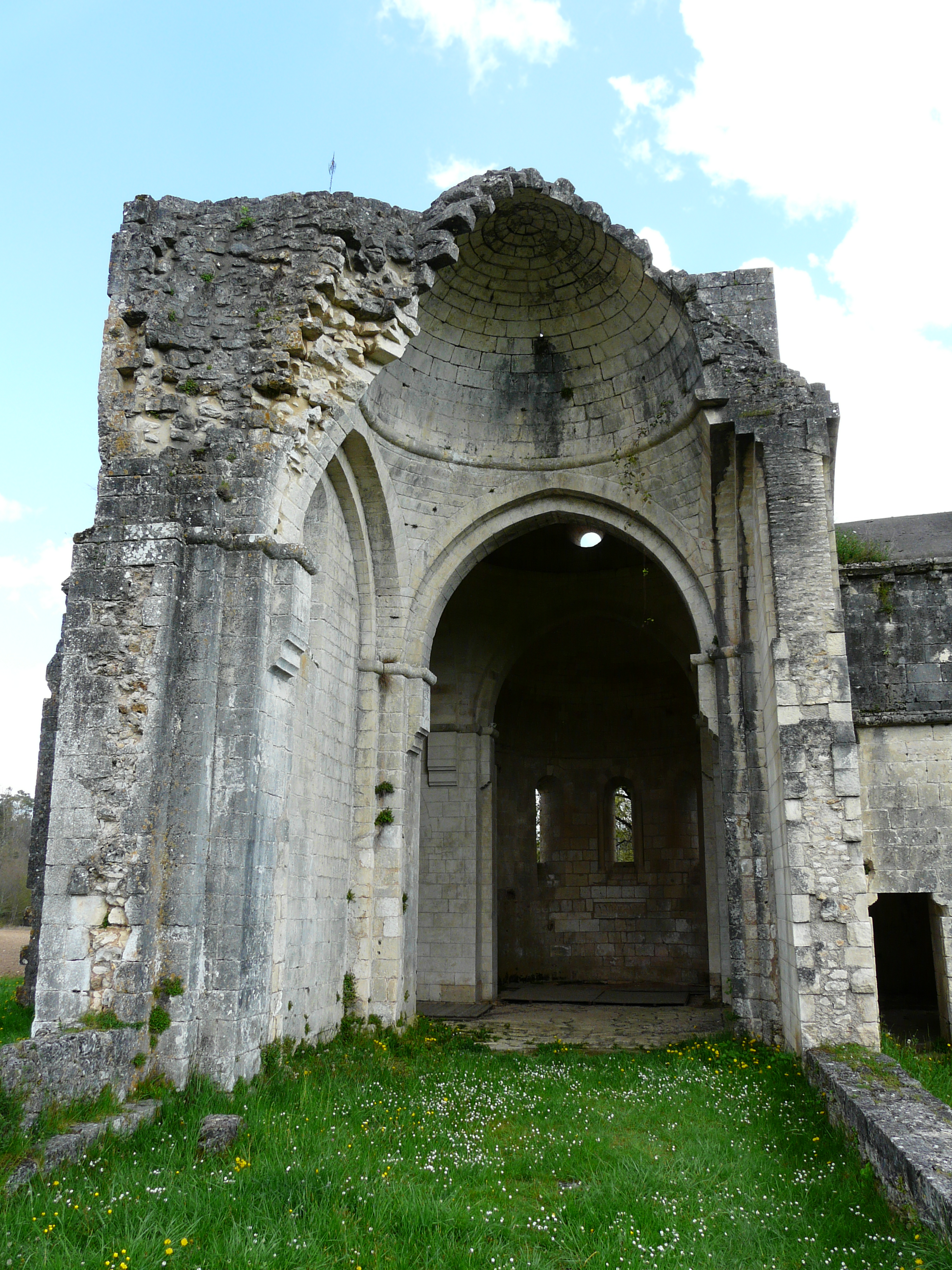
ボショー修道院の身廊跡
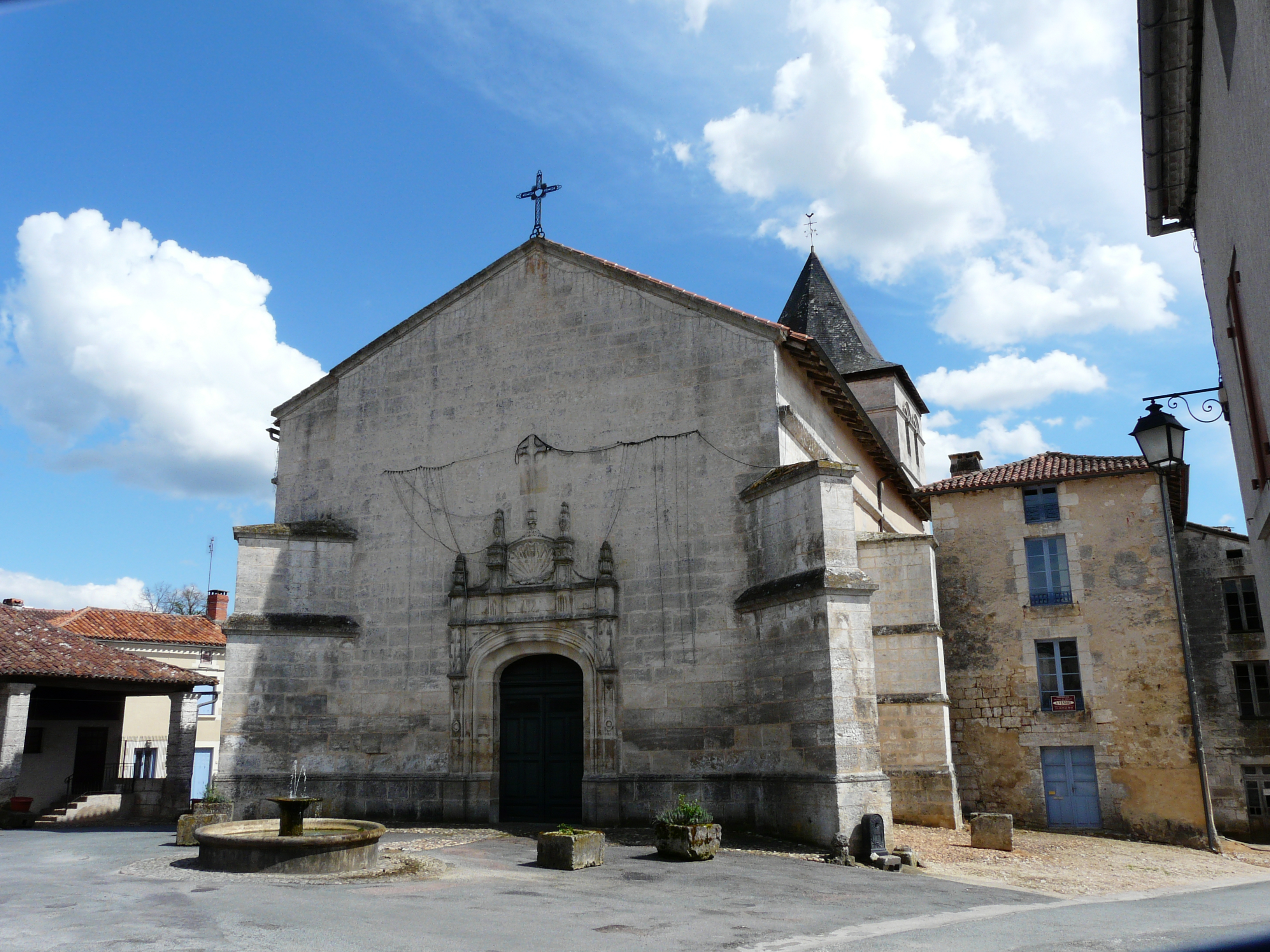
サン・マルシアル教会
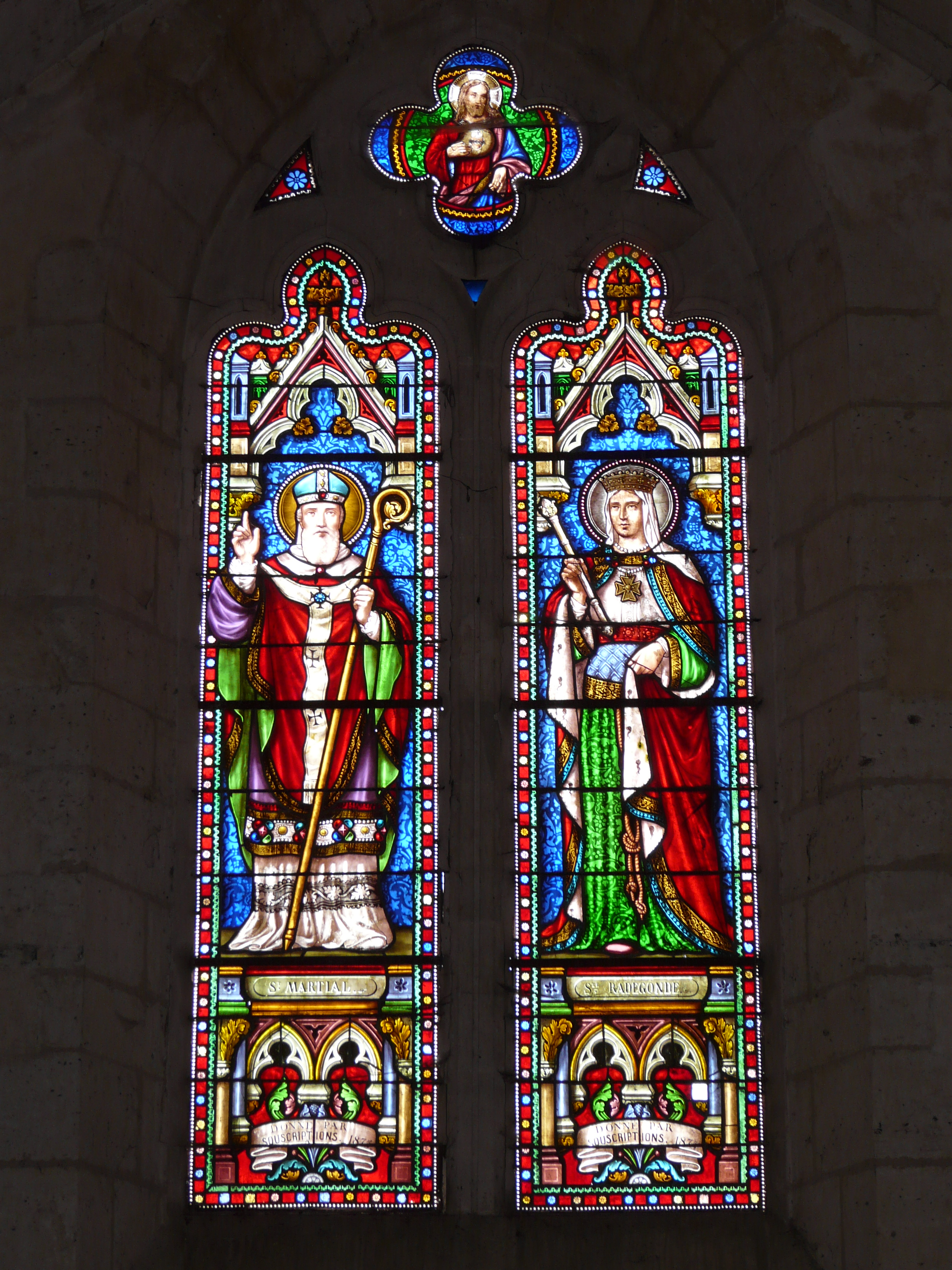
聖マルシアルと聖ラドゴンドを描いた教会のステンドグラス
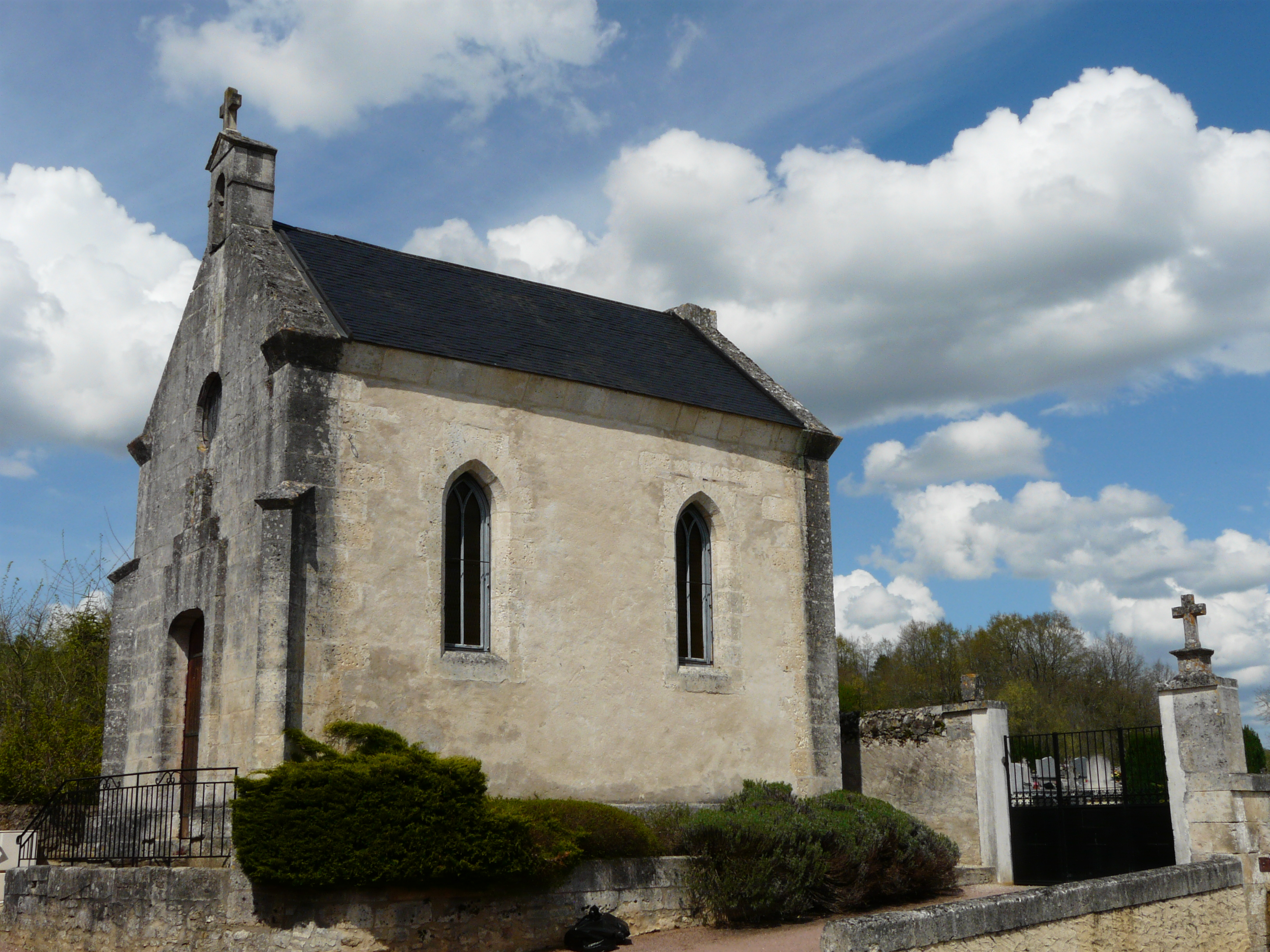
墓地の礼拝堂